# Netflix
Netflix, Inc. — американський провайдер медійних послуг та продюсерська компанія зі штаб-квартирою в Лос-Гатос, Каліфорнія. Компанія була заснована 1997 року Рідом Гастінгсом і Марком Рендолфом у Скотс-Валлі, Каліфорнія. Основною сферою бізнес-діяльності компанії є надання передплачуваних послуг із мережевої трансляції бібліотеки кінофільмів та телепередач (включно зі створеними самою Netflix). Станом на квітень 2020 року, Netflix налічує 182 млн передплатників по всьому світу, з них 69 млн у США. Netflix доступний у всіх країнах і регіонах, окрім континентального Китаю (через місцеві обмеження), Ірану, Сирії, Північної Кореї, Росії, та окупованих Росією Криму та Донбасу (через санкції США). Офіси компанії також розташовані в Бразилії, Нідерландах, Індії, Японії та Південній Кореї. Netflix є членом Американської асоціації кінокомпаній (ААК). Виробництво та поширення вмісту компанією теж відбувається по всьому світу.
Первісною бізнес-моделлю Netflix було орендування та продаж DVD поштою, утім через рік після заснування Гастінґс припинив продаж DVD, щоб зосередитись на початковій ідеї орендування дисків. 2007 року компанія розширила свій бізнес із впровадження трансляції медіа, водночас не облишаючи орендування DVD та Blu-ray. 2010 року компанія вийшла на міжнародний рівень, запровадивши трансляцію вмісту в Канаді, а також у Латинській Америці та на Карибах. 2013 року Netflix увійшов до індустрії виробництва власного вмісту із дебютом свого першого серіалу «Картковий будинок».
З 2012 року Netflix займає активнішу позицію як продюсер і дистриб'ютор фільмів та телесеріалів, а зокрема пропонує різноманітний оригінальний контент (Netflix Original) у своїй мережевій бібліотеці. Станом на січень 2016 року, Netflix провадив діяльність у понад 190 країнах. 2016 року компанія випустила близько 126 оригінальних серіалів та фільмів — більше за будь-яку іншу компанію чи канал. У процесі виробництва нового контенту, оплати прав на додатковий вміст і диверсифікації в 190 країнах, компанія залучила мільярди доларів позик: $21,9 млрд станом на вересень 2017 року (на тлі $16,8 млрд попереднього року). З цієї суми $6,5 млрд є довгостроковими позиками, решта — довгостроковими облігаціями. У жовтні 2018 року Netflix анонсував залучення ще $2 млрд позики для фінансування нових проєктів.
Ставлення компанії до повномасштабного вторгнення Росії в Україну.
У 2022 році Netflix призупинив свою діяльність у Росії після того, як закон зобов'язав його транслювати російські державні канали. Хоча компанія була присутня на російському ринку з 2016 року, вона призупинила всі проєкти та розірвала зв'язки з Росією на знак протесту проти повномасштабного вторгнення в Україну. Підключитися до сервісу або продовжити старі підписки стало неможливо. За словами представників компанії у квітні 2022 року, через вихід з Росії Netflix втратив 700 000 платних підписників.

Доступність Netflix у світі: увесь світ, за винятком континентального Китаю, Північної Кореї, Сирії, Росії, тимчасово окупованих Росією Криму та Донбасу

## Власники
Станом на 2017 більшість акцій Netflix належать інституційним інвесторам (Capital Group Companies, The Vanguard Group, BlackRock та іншим).

## Логотипи

Логотип Netflix з 2000 по 2014 рр.
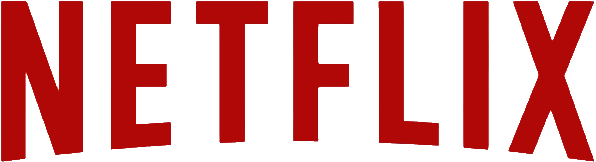
Логотип Netflix з 2009 р. по теперішній час
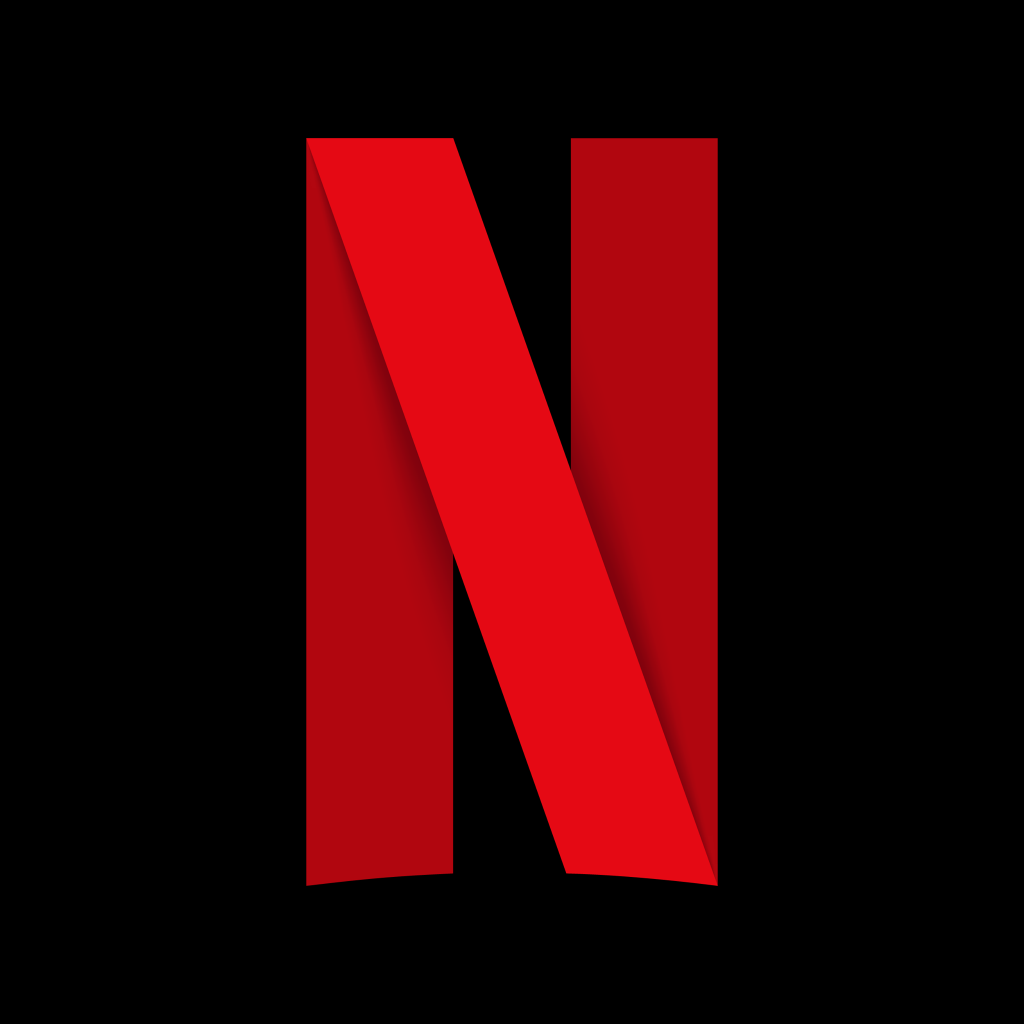
Логотип Netflix з 2016 р. по теперішній час

## Оригінальний відеоконтент Netflix
Починаючи з 2015 року, Netflix виробляє велику кількість власних оригінальних серіалів та фільмів; першим оригінальним серіалом Netflix був серіал «Картковий будинок», перший сезон якого з'явився 2013 року. Іноді Netflix самостійно не виробляє фільм й натомість купляє права на ексклюзивне поширення певного фільму для окремої країни чи території. Одним із перших придбань став фільм «Парадокс Кловерфілда», який Netflix придбала у Paramount Pictures на початку 2018 року і запустила в трансляцію з 4 лютого 2018 року. Також компанія купила права на дистрибуцію картин «Анігіляція», «Занепад цивілізації», «Книга джунглів: Початок». 22 січня 2019 року фільми Netflix отримали 15 номінацій на кінопремію «Оскар», включаючи «Оскар» за найкращий фільм («Рома» Альфонсо Куарона). 13 січня 2020 року фільми Netflix отримали 24 номінації на кінопремію «Оскар», проте виграні були лише дві статуетки.

## Оригінальні відеоігри Netflix
У травні 2021 року з'явилася інформація, що Netflix збирається випускати відеоігри. Влітку компанія оголосила про плани додати на свою платформу сервіс потокової трансляції відеоігор. Очолити новий підрозділ компанія запросила Майка Верду, в минулому співробітника ігрових підрозділів Electronic Arts і Facebook.
У вересні 2021 Netflix купує студію Night School Studio, відому розробкою ігор Afterparty та Oxenfree. Всі ігри розробника згодом з'являться у бібліотеці Netflix.

## Netflix в Україні
У 2013 році корпорація Netflix зареєструвала торгову марку Netflix Україна та викупила домен netflix.ua; тоді ж, у 2013 році, двоє представників vod-ринку України — oll.tv (входить до Media Group Ukraine Рината Ахметова) та megogo.net (входить до бізнес-структур сина Леоніда Черновецького Степана Черновецького) — повідомляли, що представники Netflix як у 2012, так і 2013 роках вели з ними переговори про співпрацю.
Після того, як vod-сервіс Netflix розширив доступ до своїх послуг для більш як 130 країн та територій у січні 2016 року, він став доступний також і в Україні (окрім окупованого Росією сходу України (Донбасу) та півдня України (Криму)). Під час запуску Netflix в Україні у січні 2016 року сервіс надав доступ українським споживачам лише до 800 одиниць відеоконтенту (з них 576 — фільми, і 203 — серіали).
У листопаді 2021 року усі передплати сервісу Netflix в Україні подешевшали.
6 березня 2022 року Netflix призупинив роботу в Росії на знак протесту проти повномасштабного вторгнення країни в Україну. 23 березня російське ЗМІ повідомило, що Netflix видалив свій додаток на App Store та Google Play в Росії.

### Україномовний вебінтерфейс на Netflix
Після того, як vod-сервіс Netflix розширив доступ до своїх послуг для більш ніж 130 країн та територій у січні 2016 року, він став доступний також і в Україні (окрім окупованого Росією сходу України (Донбасу) та півдня України (Криму)), однак Netflix для українських споживачів сервіс абсолютно не локалізував свій контент і під час запуску у січні 2016 року сервіс в Україні не мав ні вебінтерфейсу, дубляжу/озвучення та субтитрів українською, для своєї відеобібліотеки контенту.
У вересні 2020 року ряд українських інтернет-видань, з посиланням на власні джерела в компанії Netflix, повідомляли, що 2020 року корпорація Netflix розпочала розробку українськомовного вебінтерфейсу для українських користувачів, однак попереджали, що українським споживачам доведеться чекати вебінтерфейсу українською до 2021 року.
1 жовтня 2021 року стрімінговий vod-сервіс Netflix повноцінно запустив підрозділ Netflix Україна додавши українськомовний вебінтерфейс до свого новоствореного сайту netflix.ua та до офіційних застосунків для smart-TV та смартфонів на базі операційних систем Android/iOS; після оновлення базовими мовними версіями для Netflix Україна стали три мовні версії вебінтерфейсу: українськомовна, англомовна й російськомовна. Крім цього, 1 жовтня 2021 року підрозділ Netflix Україна запустив українськомовні версії підтримки у всіх основних соцмережах: Facebook, Instagram, та YouTube та додав україномовний сервіс підтримки як за допомогою чату, так і телефоном з 15:00 до 23:00 за київським часом щодня за адресою help.netflix.com/uk.

### Україномовний контент на Netflix
У листопаді 2016 року в українських ЗМІ повідомили, що Netflix збирається у майбутньому частково локалізувати свій контент українською, зокрема, говорилося про можливу появу опції субтитрів українською для частини контент-бібліотеки Netflix. Згодом, на початку 2017 року, Netflix дійсно почав додавати опцію українськомовних субтитрів до деяких оригінальних фільмів/серіалів Netflix, але кількість цього фільмо- та серіального контенту з субтитрами залишалася недостатньою для задоволення попиту українськомовного споживача сервісу, особливо зважаючи на історичну преференцію українських споживачів контенту до українського дубляжу/закадрового озвучення, а не українськомовних субтитрів.
У лютому 2017 українські споживачі сервісу запустили онлайн-кампанію зі збору підписів на сервісі Change.org задля того, аби переконати Netflix додати опцію українськомовного відеоконтенту та українськомовного вебінтерфейсу. Цю петицію підтримало чимало проукраїнських політиків, селебрітіз та громадських діячів, зокрема — шеф-кухар Євген Клопотенко, політик та п'ятий президент України Петро Порошенко, Youtube-блогер Тайлер Андерсон тощо й за досить короткий час петиція на Change.org зібрала чимало підписів небайдужих українців — у червні 2020 року її підтримали більш ніж 50 тис. підписників, а вже у березні 2021 року її підтримали вже більш ніж 100 тис. підписників і її ініціатор оголосив про часткову перемогу — автор петиції опублікував оновлення у березні 2021 року з повідомленням, що Netflix врешті почали замовляти дубляж / озвучку українською мовою до окремих стрічок своєї контент-бібліотеки.
Вже незабаром ця петиція на change.org мала певний результат, й у вересні 2020 року в Netflix повідомили, що українські студії Postmodern та Так Треба Продакшн стали партнерами Netflix з українськомовного дублювання / озвучення та субтитрування продукції Netflix. У січні 2021 року з'явився перший українськомовний дубляж студії Postmodern Postproduction до оригінального фільмо-блокбастеру Netflix «За межею» (2021); й згодом почали з'являтися українськомовні дубляжі й до інших оригінальних фільмів-блокбастерів Netflix, як-от «Громові сили» (2021) тощо. Пізніше у березні 2021 року з'явився також і перший українськомовний дубляж студії Postmodern спочатку до першого сезону оригінального серіало-блокбастеру Netflix «Академія Амбрелла» (2021),, а через кілька днів і до останнього доступного, станом на квітень 2021 року, другого, сезону. Згодом у квітні 2021 року на додачу до Film.ua Group'івських студій Postmodern Postproduction / Tak Treba Production партнером з дублювання / озвучення та субтитрування продукції Netflix українською мовою стала також й студія LeDoyen Studio; першим фільмом з дубляжем українською студії LeDoyen на Netflix став мультфільм «Мітчелли супроти Машин».
Ймовірно, ця петиція на change.org не була єдиною причиною, чому Netflix почали додавати дубляж / закадрове озвучення до їхньої контент-бібліотеки у січні 2021 року, однак вона все ж мала значний вплив на керівництво Netflix, не в останню чергу завдяки значному резонансу, який вона спричинила в українськомовному медіапросторі, що дозволило привернути увагу до питання дискримінації українськомовних споживачів корпорацією Netflix.
1 жовтня 2021 року стрімінговий vod-сервіс Netflix повноцінно запустив підрозділ Netflix Україна, додавши українськомовний вебінтерфейс до свого новоствореного сайту netflix.ua, й на момент запуску сервіс надавав понад 90 фільмів та серіалів з українським дубяжем чи закадровим озвученням, включно з такими серіальними блокбастерами Netflix як «Паперовий будинок», «Академія Амбрелла», «Сексуальна освіта», «Корона», «Ферзевий гамбіт» тощо.

#### Перелік україномовного вмісту на Netflix
Станом на січень 2022 року, за даними сервісів unogs.com та kinobaza.com.ua, Netflix містив понад 200 одиниць українськомовного контенту (як художнього, так і документального/телешоу), де була присутня опція українськомовного дубляжу / озвучки.

### Кількість українських підписників
Netflix офіційно не розголошує кількість своїх передплатників, й у своєму найновішому річному звіті інвесторам за 2020 рік корпорація повідомляє лише загальну глобальну кількість передплатників та кількість передплатників у кожному регіоні (США та Канада, EMEA, LATAM та APAC).
Станом на 2022 рік достеменно невідомо, скільки у Netflix передплатників в Україні. Востаннє оцінку кількості передплатників Netflix в Україні робила компанія Nakono 2017 року, й фахівці Nakono, як повідомляло видання Nachasi, оцінювали кількість українських передплатників 2017 року десь у 42 тис. передплатників та приблизно $2.2 млн виторгу та прогнозували, що до 2020 року ці цифри виростуть десь до 257 тис. передплатників та $23.7 млн виторгу.

## Netflix та судові процеси

### Broadcom проти Netflix
22 грудня 2023 року, за повідомленням американської компанії Broadcom Inc., Окружний суд Мюнхена (Німеччина), наклав на Netflix штраф в розмірі €7.05 млн за порушення патенту компанії Broadcom. Штрафні санкції пов'язані із «триваючими порушеннями» компанією Netflix патентних прав Broadcom — всупереч ухваленому у вересні 2023 року рішенню суду, згідно з яким стрімінгова платформа мала припинити на території Німеччини будь-які дії, що призводять до порушення патентних прав Broadcom.